# Minas (Urugwaj)
Minas – miasto w Urugwaju, stolica departamentu Lavalleja. W 2004 populacja miasta wynosiła 37,925 osób.
Obecnie w mieście znajduje się największy konny pomnik na świecie.
rzeźba przedstawia największego bohatera narodowego kraju Jose Artigasa.